# AF Piscium
Étoile éruptive de Bond • Étoile de Bond
Désignations
AF Piscium (en abrégé AF Psc), nommée officieusement l'étoile éruptive de Bond ou simplement l'étoile de Bond, aussi désignée 2329-03 d'après ses coordonnées équatoriales, est une étoile naine rouge éruptive de la constellation des Poissons. Elle fut découverte par Howard E. Bond le 7 juin 1976, lors d'une éruption qui la fit passer de la magnitude 15 à 8,5.
La mesure de sa parallaxe par le satellite Gaia a permis de déterminer qu'elle est distante de ∼ 114 a.l. (∼ 35 pc) de la Terre.